# Alec Ogletree
Alec Ogletree (* 25. September 1991 in Newnan, Georgia) ist ein ehemaliger US-amerikanischer American-Football-Spieler in der National Football League (NFL). Er spielte für die St. Louis/Los Angeles Rams, die New York Giants und die New York Jets als Linebacker. Zuletzt stand er bei den Chicago Bears unter Vertrag.

## College
Ogletree spielte von 2010 bis 2012 an der University of Georgia für die Georgia Bulldogs.
Er spielte in den drei Jahren 30 Spiele und startete davon in 22. Insgesamt kam er auf 197 Tackles, wovon er 111 in seinem letzten Jahr am College machte und so mit guten Voraussetzungen in den NFL Draft 2013 ging.

## NFL

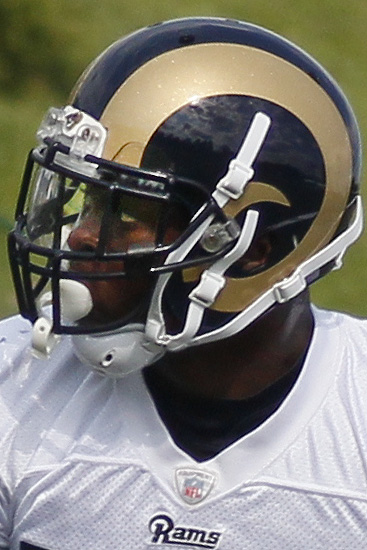
Ogletree bei den St. Louis Rams (2013)

Im NFL Draft 2013 wurde Ogletree in der 1. Runde an insgesamt 30. Stelle von den St. Louis Rams ausgewählt.

### St. Louis/Los Angeles Rams
Die Saison 2015 musste Ogletree frühzeitig am 27. Oktober 2015 beenden, nachdem er bereits zwei Spiele zuvor aufgrund einer Fibulafraktur ausgefallen war.
Nach der Saison 2015 zog er zusammen mit den Rams nach Los Angeles um und wurde vor der Saison 2016 vom Trainerteam von der Position des Outside Linebackers auf die des Inside Linebackers verrückt, nachdem diese Position bei den Rams zuvor von James Laurinaitis besetzt wurde, der das Team im Februar 2016 verlassen hatte. Ogletree entpuppte sich als konstant guter Inside Linebacker und zeigte 2016 auf seiner neuen Position eine solide Saisonleistung und gewann den teaminternen Ed Block Courage Award für seine Courage und seinen Sportsgeist.

### New York Giants
Nach der Saison 2017 wurde Ogletree für zwei Draftpicks (4. und 6. Runde im Draft 2018) zu den New York Giants getauscht. Im Gegenzug erhielten die Giants auch noch das Draftrecht der Rams in der 7. Runde im Draft 2019. Für die Giants lief er 2018 und 2019 in jeweils 13 Spielen auf. Dabei stellte er 2018 mit fünf Interceptions einen neuen persönlichen Bestwert auf. Am 26. Februar 2020 wurde Ogletree von den Giants entlassen.

### New York Jets
Am 10. September verpflichteten die New York Jets Ogletree für ihren Practice Squad. Nach zwei Einsätzen wurde er am 10. Oktober entlassen.

### Chicago Bears
Im August 2021 unterschrieb Ogletree einen Einjahresvertrag bei den Chicago Bears.

### Karriereende
Am 20. Juni 2023 gab Ogletree auf Instagram sein Karriereende bekannt.